# Mykolajiv oblast
Mykolajiv oblast (ukrainsk: Миколаївська область, tr. Mykolajіvska oblast) er en af Ukraines 24 oblaster, beliggende i den sydlige del af landet.
Oblasten grænser mod vest op til Odessa oblast, mod nord til Kirovohrad oblast, mod øst og nordøst til Dnipropetrovsk oblast og den sydøstlige del til Kherson oblast og har kyststrækning til Sortehavet.
Mykolaiv oblast blev grundlagt den 22. september 1937 og har et areal på 24.598 km2
. Oblasten har 1.091.821 (2022) indbyggere. Oblastens største by og administrative center er Mykolajiv med 470.011(2022) indbyggere og ligger ved sammenløbet af floderne Inhul og Sydlige Buh 65 km fra Sortehavet. Andre større byer er Pervomajsk (66.687), Juzjnoukrajinsk (40.404) og Voznesensk (36.094).

## Byer i Mykolajiv oblast
| # | Byområde        | Indbyggere    |
| - | --------------- | ------------- |
| 1 | Mykolajiv       | 470.011(2022) |
| 2 | Pervomajsk      | 63.377(2021)  |
| 3 | Juzjnoukrajinsk | 39.048(2021)  |
| 4 | Voznesensk      | 34.050(2021)  |
| 5 | Novyj Buh       | 15.003(2021)  |
| 6 | Otjakiv         | 13.927(2021)  |
| 7 | Basjtanka       | 12.180(2022)  |
| 8 | Snihurivka      | 12.045(2022)  |
| 9 | Nova Odesa      | 11.690(2021)  |